# 清潔不列顛
清潔不列顛，別名保持英國清潔活動（英語：Keep Britain Tidy），在1955年，由26家組織團體會議組成，也就是在1954年，經英國女性學院會議通過「反亂丟垃圾活動」。
而這個團體是屬於英國保持清潔團體，除此之外，還是由英國政府的資金資助活動，主要是為全英國提高清潔和環境保護意識。
總部位於英國蘭開夏群。1984年，正式成為有限責任公司，但在3年後，轉為英國清潔機構。
到了2002年，更名為「ENCAMS」，但在2009年，再次更名為「保持英國清潔活動」。2011年，保持英國清潔活動，以及監察廢物環境慈善組織合併，這是保持蘇格蘭美麗、保持威爾斯美麗，以及保持北愛爾蘭清潔相似。
而菲爾·巴頓（Phil Barton）為首席執行官。

## 連結
- KeepBritainTidy.org （页面存档备份，存于）
- Eco-Schools （页面存档备份，存于）
- Blue Flag
- Noise Concern
- Keep Wales Tidy （页面存档备份，存于）
- Keep Scotland Beautiful （页面存档备份，存于）